# تود كونينغهام
تود كونينغهام (بالإنجليزية: Todd Cunningham)‏ هو لاعب كرة قاعدة أمريكي، ولد في 20 مارس 1989 في جاكسونفيل في الولايات المتحدة.

## وصلات خارجية
- تود كونينغهام على موقع دوري كرة القاعدة الرئيسي (الإنجليزية)
- تود كونينغهام على موقعبيزبول رفرنس.كوم (الدوري الرئيسي) (الإنجليزية)
- تود كونينغهام على موقعبيزبول رفرنس.كوم (الدوري الثانوي) (الإنجليزية)
- تود كونينغهام على موقع إي إس بي إن.كوم (أم.أل.بي) (الإنجليزية)
- تود كونينغهام على موقع مشجعي الرسوم البيانية (الإنجليزية)